# هرمان غيير
هرمان غيير (بالألمانية: Hermann Geyer)‏ هو عسكري ألماني، ولد في 7 يوليو 1882 في شتوتغارت في ألمانيا، وتوفي في 10 أبريل 1946 في Wildsee (Kaltenbronn) ‏ في ألمانيا.